# Balkan Brass

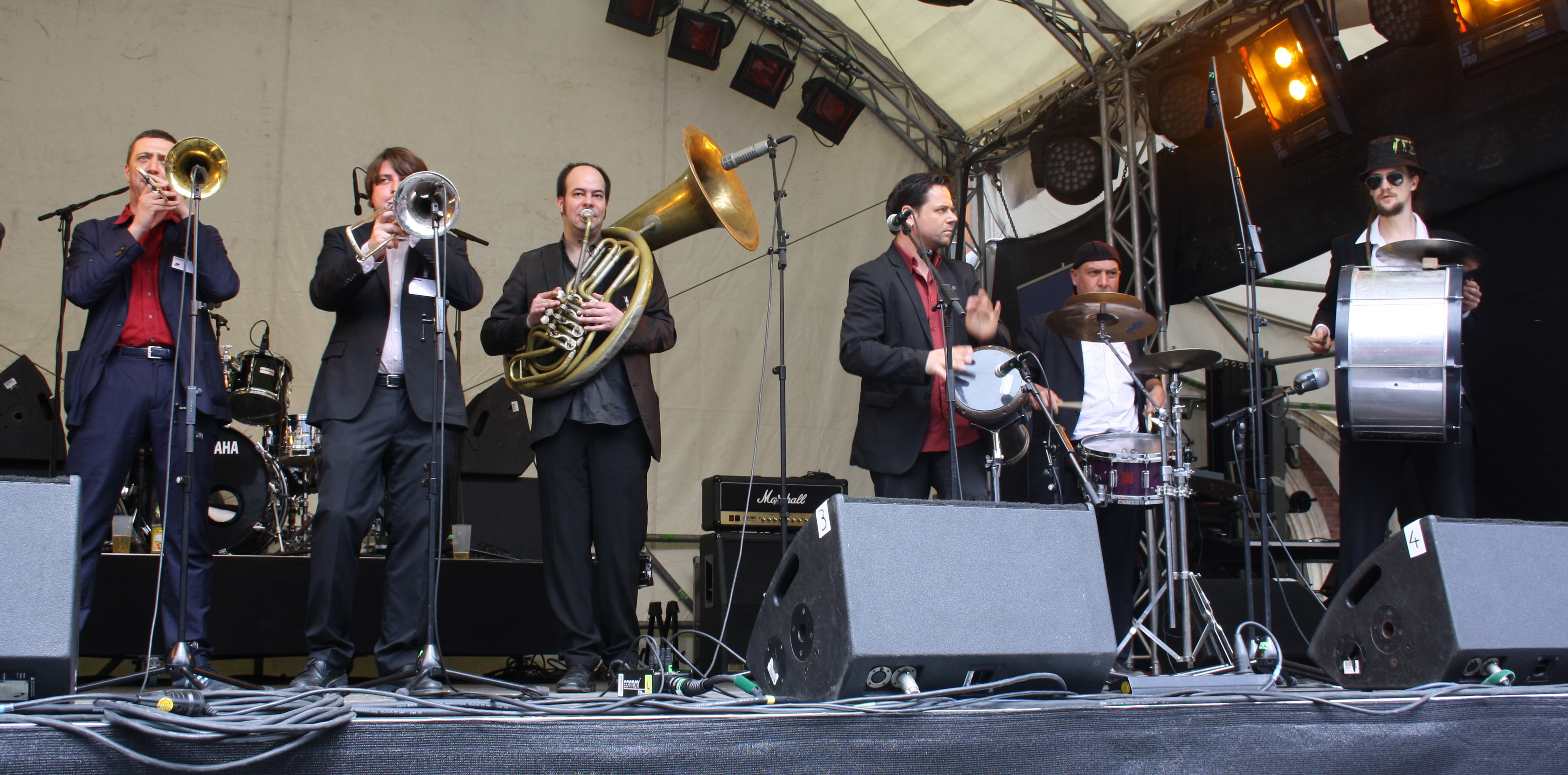
Die landshuter Band "Kein Vorspiel" spielt Balkanbrass beim Maifest 2012 am Münchner Marienplatz

Balkan Brass, Balkan Brass Band, ou Banda de metais dos Balcãs, é um estilo musical, originário do século XIX na Sérvia criado a partir da música folclórica tocada pelos trompetistas do transposto militar durante tempos difíceis.
Trata-se de uma música muito popular em toda a região dos Balcãs, especialmente a Sérvia, Macedónia e Bulgária. As batidas são geralmente rápidas e acompanhadas de kolo (tipo de dança).